# Pseudoheriades tolawasensis
Pseudoheriades tolawasensis är en biart som först beskrevs av (gupta och Sharma 1993, och fick sitt nu gällande namn av >. Pseudoheriades tolawasensis ingår i släktet Pseudoheriades och familjen buksamlarbin. Inga underarter finns listade i Catalogue of Life.